# Кирюханцев, Игорь Олегович
И́горь Оле́гович Кирюха́нцев (укр. Ігор Олегович Кирюханцев; род. 29 января 1996, Макеевка, Донецкая область) — украинский футболист, защитник луганской «Зари».

## Биография
Воспитанник футбольной академии донецкого «Шахтёра». С 2013 года играл за молодёжный состав «горняков» в первенстве дублёров, где за четыре сезона провёл 96 матчей и забил один гол. Со своей командой принимал участие в юношеской Лиге УЕФА, где в сезоне 2014/15 стал финалистом, а всего за два сезона в этом турнире провёл 16 игр. За основной состав донецкого клуба сыграл дебютный матч 31 мая 2017 года в высшей лиге Украины против «Александрии», заменив на 65-й минуте Максима Малышева, в том сезоне «Шахтёр» стал чемпионом Украины. Этот матч остался для него единственным в первой команде клуба.
Летом 2017 года был отдан в аренду в «Мариуполь», сыграл за этот клуб более 50 матчей в высшей лиге Украины и принимал участие в матчах Лиги Европы УЕФА.
Выступал за юношеские и молодёжные сборные Украины разных возрастов, всего сыграл более 70 матчей. Участник финальных турниров чемпионата Европы среди 17-летних 2013 года и чемпионата Европы среди 19-летних 2015 года.

## Достижения
«Заря» (Луганск)
- Бронзовый призёр чемпионата Украины: 2022/23